# 阿他加馬沙漠

阿塔卡马沙漠（西班牙語：desierto de Atacama；又譯亞他加馬沙漠），是南美洲西海岸中部的沙漠地区，在安地斯山脉和南太平洋岸之间南北绵延约1000公里，总面积约为18.13万平方公里，主体位于智利北部境内，周边部分分属秘鲁、玻利维亚和阿根廷。

## 地理

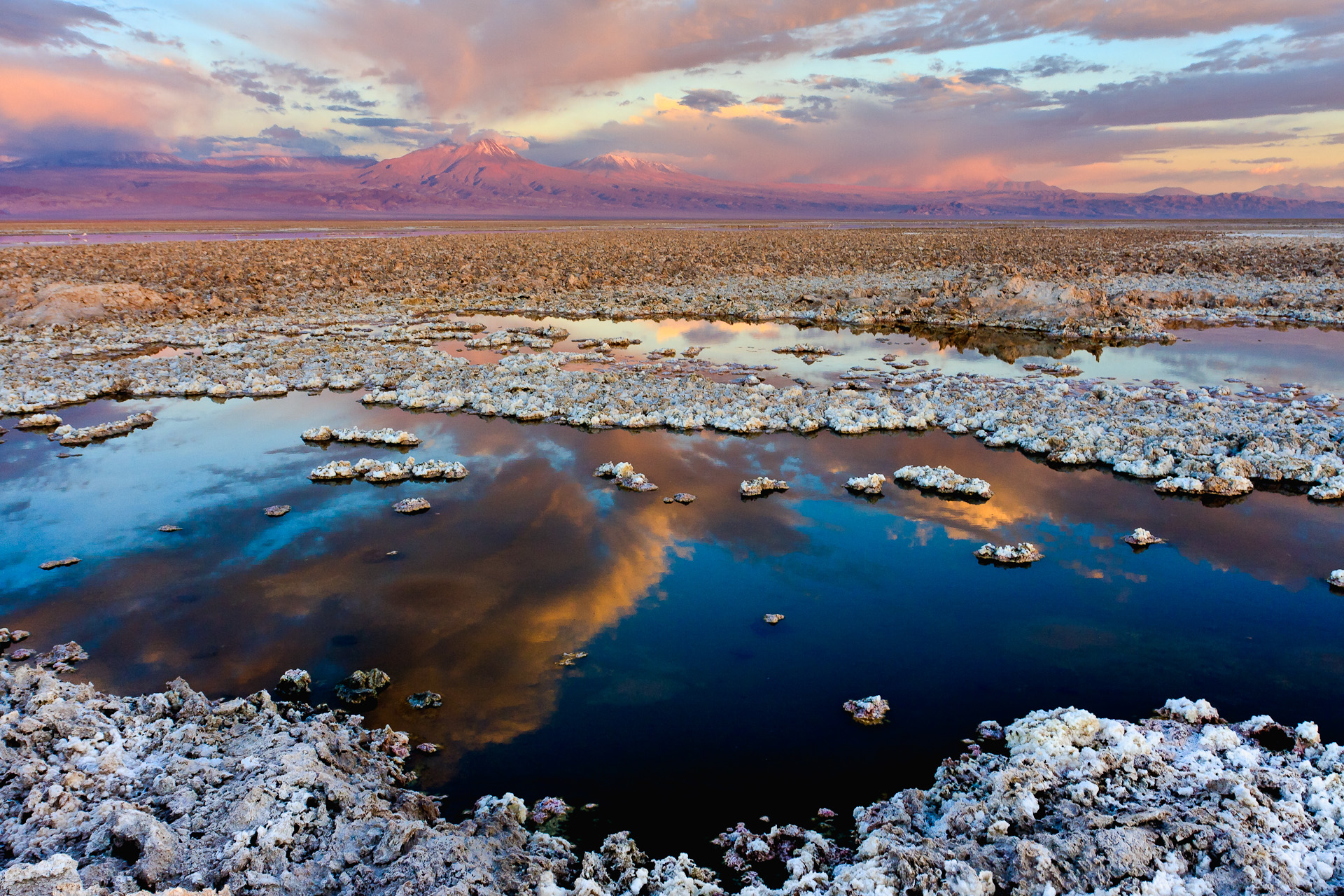
阿他加馬沙漠

阿塔卡马沙漠由一系列盐碱盆地组成，座落在乾旱無雨的高原地形，平均海拔达到610米，高原上錯落著鹽分極高的鹹水湖、砂子及火山岩漿熔岩，盛产硝石、银矿、鋰礦和铜矿。对该地区的争夺导致智利、玻利维亚和秘鲁在19世纪后期发生了硝石戰爭，结果智利相继占领了玻利维亚的安托法加斯塔和秘鲁的阿里卡，从而独占了绝大部分的阿塔卡马沙漠。世界上目前最大的埃斯孔迪达和丘基卡马塔两座铜矿均位于阿塔卡马沙漠中。泛美高速公路南北纵贯该地区。

## 氣候

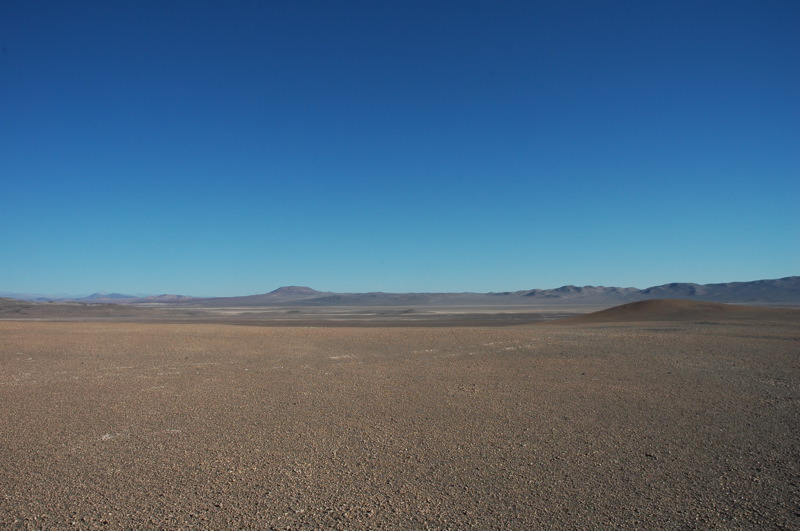
塔爾塔爾和安托法加斯塔之間的沙漠地帶

沙漠东部的安第斯山脉阻挡了来自大西洋的湿润水气，雖然阿他加馬地處海邊，但该地帶水域常年受副热带高压控制，盛行下沉的离岸风，加之西边的太平洋由于秘鲁涼流的经过，下层水气易凝结成云或者雾，但难以成雨，这些因素的综合导致阿塔卡马沙漠成为世界上最为干燥的地方，年平均降雨量小于0.1毫米，有統計更指，1570年至1998年長達400多年時間幾乎未曾下雨，所以沒有任何雷暴和水災。尤其是在智利北部安托法加斯塔大区已廢棄的城鎮永蓋鎮周邊的地區。比死亡谷早1500萬年形成的阿塔卡马沙漠，每年平均降雨量只有15（0.6英寸），相比於美國加州死亡谷每年66毫米的降雨量，只有其年雨量的1%。在某些年雨量更低的地方，例如阿里卡及伊基克，年雨量只有1至3（0.04至0.12英寸）。此外，在阿他加馬沙漠的某些氣象站甚至一直也沒有测到過降雨量。

## 生態環境

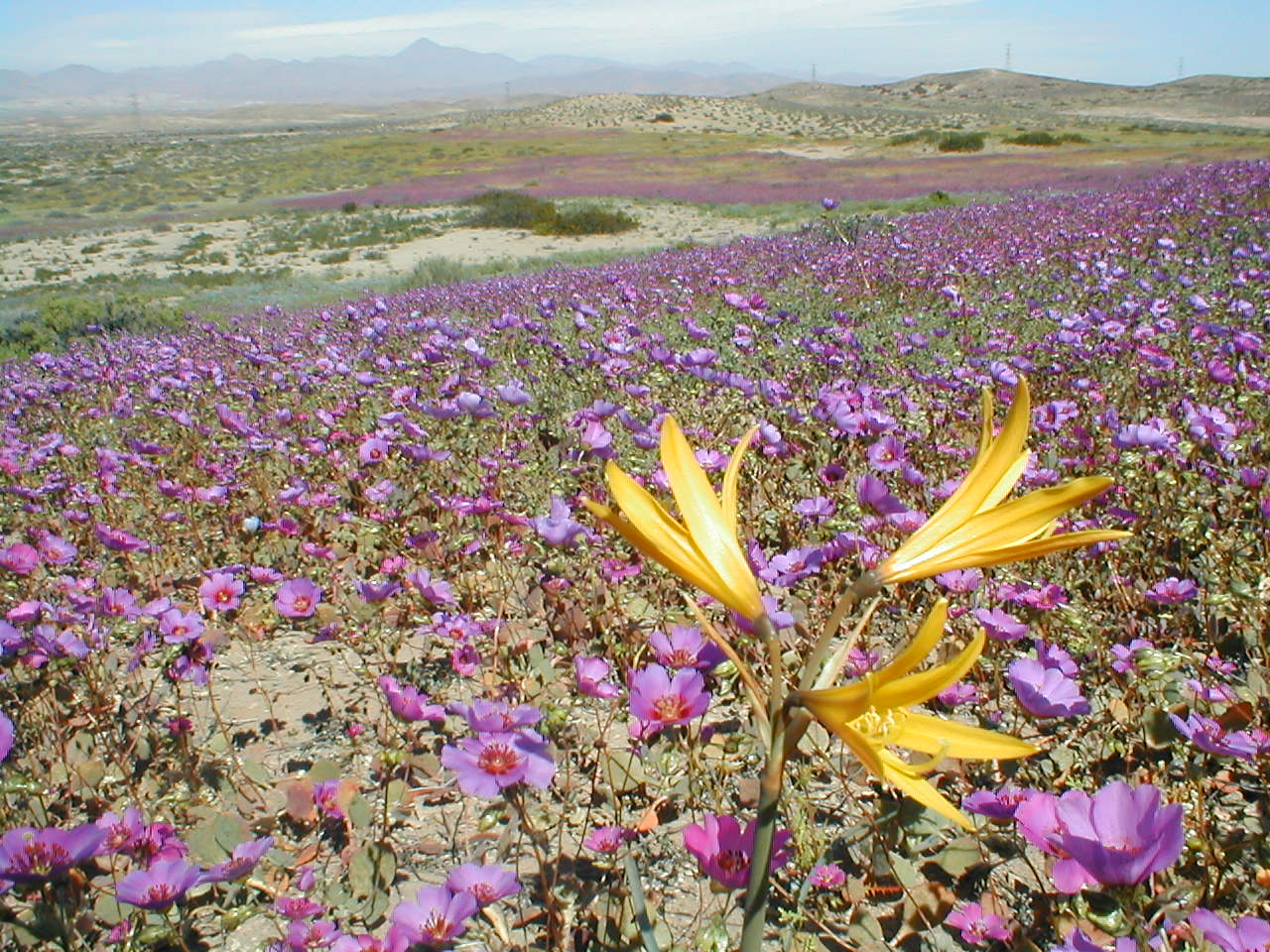
鲜花盛开的阿塔卡马沙漠

由于该地常年无降雨，絕少生物能得以存活，只有極少數的地衣、仙人掌生長。美国、欧洲和日本的科研机构在当地建立了一系列天文台和射电望远镜阿塔卡马大型毫米波天线阵。根据《科学》2003年的报道，美国一个科研小组发现在阿塔卡马沙漠的一些地区的土壤中完全不存在任何生命迹象，连基本的单细胞生物也没有。地質學家認為在安托法加斯塔一帶的地質近似於火星地表，NASA故而使用该地区模拟火星环境以测试火星探测器。

## 參看
- 阿塔卡马高原